# Canal 3
Canal 3 ist ein privater Radiosender in der Schweiz. Er versorgt die Agglomerationen Biel und Grenchen sowie die ehemaligen Amtsbezirke Nidau, Büren, Aarberg, La Neuveville und Erlach.

## Geschichte
Canal 3 ist seit dem 29. Februar 1984 auf Sendung. Im Jahr 2007 konnte Canal 3 die Hörerzahlen markant steigern und wurde deshalb mit dem Radio Of The Year Award 2007, für das Programm in Französisch ausgezeichnet.
Der Sender sendete auf zwei Frequenzen und übertrug darauf jeweils ein Programm in schweizerdeutscher und französischer Sprache. Seit dem Jahr 2023 sendet Canal 3 sein Programm ausschliesslich in schweizerdeutscher Sprache.
Der Sender gehörte lange Zeit der Berner Espace Media Groupe, bis er von der Gassmann AG, dem Büro Cortesi und einer Gruppe von Kleinaktionären aus Biel übernommen wurde. 2020 ging Canal 3 zusammen mit dem Bieler Tagblatt und dem Journal du Jura an den Walliser Unternehmer Fredy Bayard (Walliser Bote) über.
Seit Januar 2017 sendet Canal 3 Digital auf dem 3 Layer (Kanal 8B) der Swissmediacast im Standard DAB+.